# Гричиняно ди Аверса
Гричиня̀но ди Авѐрса (на италиански: Gricignano di Aversa; на неаполитански: Ricignan', Ричинянъ) е град и община в Южна Италия, провинция Казерта, регион Кампания. Разположен е на 28 m надморска височина. Населението на общината е 10 569 души (към 2010 г.).